# Claudia Jones
Claudia Vera Jones, född Cumberbatch 21 februari 1915 i Belmont, Port of Spain, död 24 december 1964 i London, var en trinidadisk journalist och aktivist inom svart nationalism.

## Biografi
Jones emigrerade med sin familj till USA i unga år. Med tiden omfamnade hon feminismen och den svarta nationalismen. På grund av förföljelsen av kommunister på 1950-talet deporterades hon till Storbritannien. Inom kort blev hon medlem av Storbritanniens kommunistiska parti och grundade 1958 nyhetstidningen West Indian Gazette; dess målgrupp var i huvudsak västindier och afroasiater. Året därpå var hon med och arrangerade Caribbean Carnival event, föregångaren till Notting Hill Carnival.
Jones, som ofta benämns som marxistisk feminist, höll möten och agiterade mot rasism inom såväl utbildningssystemet som arbetslivet. Hon inbjöds som talare vid freds- och fackföreningsmöten. Hon besökte bland annat Japan, Ryssland och Kina, där hon träffade Mao Zedong.
Claudia Jones avled 1964 av en hjärtinfarkt, 49 år gammal. Hon är begravd på Highgate Cemetery i London, bredvid Karl Marx.